# Rada Ustawodawcza Tasmanii
Rada Ustawodawcza Tasmanii (Tasmanian Legislative Council) – izba wyższa parlamentu australijskiego stanu Tasmania, składająca się z 15 członków wybieranych na czteroletnią kadencję w jednomandatowych okręgach wyborczych, przy zastosowaniu ordynacji preferencyjnej. Tradycyjnie większość członków Izby stanowią kandydaci startujący jako niezależni, spoza głównych partii (choć nie jest to żadna zasada, a jedynie efekt utrwalonych zachowań wyborców).
Rada powstała w 1825, kiedy Tasmania (wówczas nosząca nazwę Ziemia Van Diemena) oddzieliła się od Nowej Południowej Walii i stała się osobną kolonią brytyjską. Początkowo liczyła sześciu członków, przy czym wszyscy pochodzili z nominacji gubernatora. W 1851 poszerzono jej skład do 24 członków, z czego szesnastu pochodziło z wyborów, w których stosowano jednak cenzus płci, a także wysokie cenzusy majątkowy i wieku (wyborca musiał mieć ukończone 30 lat). Od 1856 - gdy kolonia uzyskała autonomię - stała się w pełni wybieralną izbą wyższą dwuizbowego parlamentu. Od 1901 stanowi część parlamentu stanowego w ramach Związku Australijskiego.